# 阿提密夫环形山
阿提密夫环形山(Artemʹev)是月球背面一座古老的大撞击坑，约形成于38.5-38亿年前的早雨海世，其名称取自苏联火箭设计师弗拉基米尔·阿尔捷米耶夫(Vladimir Andreyevich Artemyev，1885年–1962年)，1970年被国际天文联合会正式批准接受。

## 描述

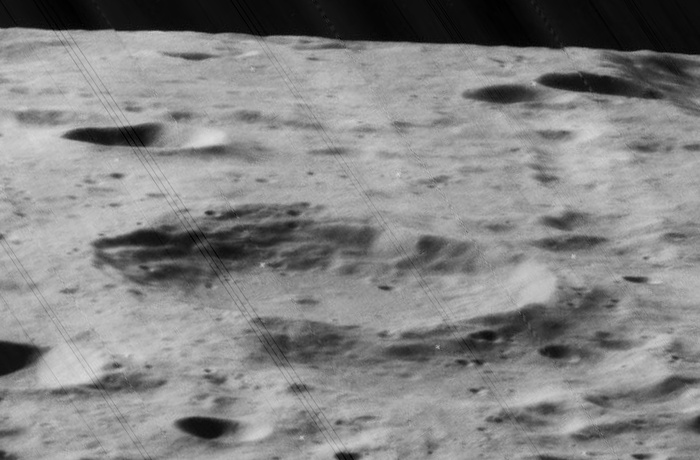
月球轨道器5号拍摄的斜视图

该陨坑西南紧邻灿德尔环形山、西南偏南为基巴利契奇环形山、乔叟陨石坑坐落在东南偏南、东北是凯库勒环形山、北面横亘着哈维环形山，阿提密夫环形山的东南壁重叠在大小类似的卫星坑"阿提密夫 G"上。
该环形山中心月面坐标为10°24′N 145°13′W / 10.40°N 145.22°W，直径66.39公里，
深度2.74公里。
该陨坑外观几乎接近正圆，但其边缘受后续不久的重大撞击而发生改变，它的西南侧明显内凹，一座已磨损的撞击坑横跨在北侧壁；坑壁平均高出周边地形1260米，坑内容积3900公里3。坑底表面相对平坦，显示有数座小陨坑的痕迹，
坑底南部覆盖着从内侧坡坍塌滚落的岩石。
该环形山所在地区相对较高，它产生于东南600公里外巨大的赫茨普龙环形山形成时所抛射岩石的二次撞击。

## 卫星陨石坑
按惯例，最靠近阿提密夫环形山的卫星坑在月图上以字母标注在该坑中心点的旁边。

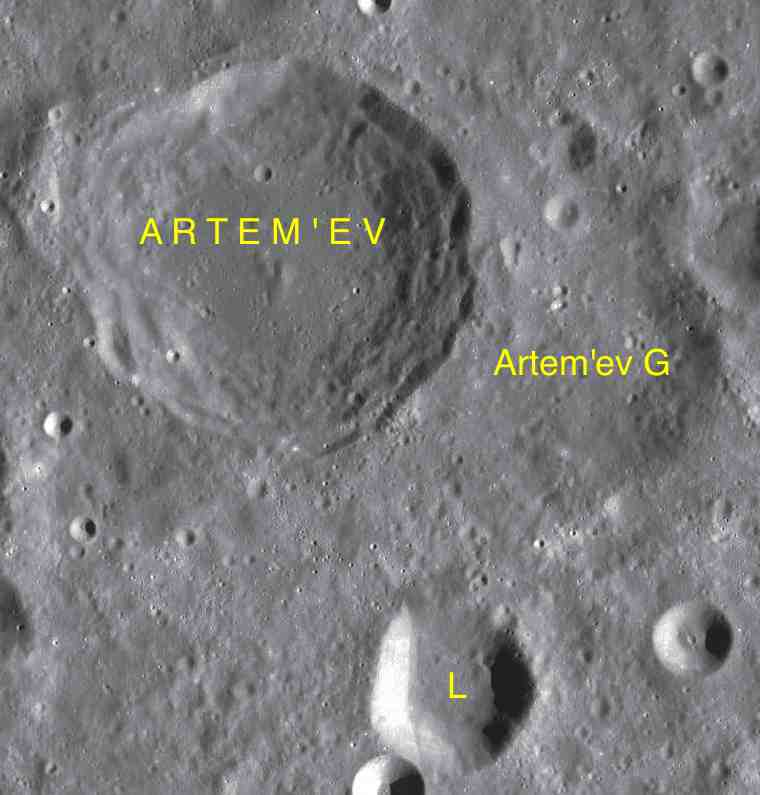
LAC-70 月图

| 阿提密夫 | 纬度    | 经度     | 直径    |
| -------- | ------- | -------- | ------- |
| G        | 10.3° N | 142.8° W | 60 公里 |
| N        | 8.3° N  | 143.3° W | 30 公里 |